# Rihards Lomažs
Rihards Lomažs (Tukums, 13 aprile 1996) è un cestista lettone.

## Palmarès

### Squadra
- Campionato lettone: 1

Ventspils: 2017-18
- Lega Lettone-Estone: 1

Ventspils: 2018-19

### Individuale
- MVP Lega Lettone-Estone: 1

Ventspils: 2018-19